# Шмаковка (приток Торфяной)
Шмаковка (устар. Шмакер; нем. Scmacker) — река в России, находится в Калининградской области. Устье реки находится в 6 км по правому берегу реки Торфяная. Длина реки составляет 12 км, площадь бассейна — 52,3 км³.
Правый приток Шмаковки — канава Барсучья.

## Данные водного реестра
По данным государственного водного реестра России относится к Балтийскому бассейновому округу, водохозяйственный участок реки — Преголя. Относится к речному бассейну реки Неман и рекам бассейна Балтийского моря (российская часть в Калининградской области).
Код объекта в государственном водном реестре — 01010000212104300010282.